# Реч
 Тази статия е за говоримия език.  За реторичната форма вижте Ораторска реч.  За други значения на Реч вижте Реч (пояснение).
Реч е говоримият език в сравнение с писмените текстове. Речта е също политически или политико-социален акт, действие на информиране на гражданите за политическите дела.
Терминът в лингвистиката е въведен от Фердинанд дьо Сосюр, който прави това разграничение Език-Реч (langue-parole). Речта отразява и съдържа индивидуалното, експресивното, емоционалното, личното, частното, единичното, но и общото, моментното, но и това, което ще бъде устойчиво във времето (речта може да говори и за това, не само за моментното, за усещането, но и за това, което трябва да е, за бъдещето), речта може да отразява неповторимото, мечтите и т.н. в езика. Докато езикът, според Сосюр, това са граматическите построения, както и речниците, речта си служи с тях, за да създава живия език, за да изразява мисълта.